# Puerto de Giurgiuleşti
El puerto de Giurgiulești (rumano : Portul Giurgiulești), oficialmente Puerto Libre Internacional de Giurgiulești (rumano : Portul Internațional Liber Giurgiulești , PILG), es un puerto en la ribera izquierda del río Danubio en su confluencia con el Prut y constituye la única terminal marítima de Moldavia .

## Origen
El puerto de Giurgiulești se construyó como resultado de un intercambio territorial de 2005 con Ucrania , donde Moldavia recibió un banco de 430 metros  de los ríos Danubio y Prut (que es una vía fluvial internacional ).  Se suponía que Ucrania recibiría un tramo corto de carretera que sale y vuelve a entrar en territorio ucraniano cerca del pueblo moldavo de Palanca en el punto más oriental de Moldavia.

## Terminales
Incluye una terminal petrolera construida entre 1996 y 2006, incluso antes de la inauguración de las instalaciones portuarias, una terminal de pasajeros inaugurada en 2009, y una terminal de granos habilitada también en 2009.  A partir del año 2012 cuenta con una terminal de contenedores, y desde 2015 se construye una segunda terminal de granos.

## Operación
Está gestionado por una empresa holandesa, Danube Logistics, que, con la ayuda del Banco Europeo para la Reconstrucción y el Desarrollo, ha invertido 60 millones de dólares en el proyecto. Hay 460 empleados, la mitad del pueblo de Giurgiulești, que se encuentra a 800 metros al oeste, sobre el río Prut. 
El puerto tiene estatus de zona económica libre hasta el año 2030.